# Ла-Монтань-Нуар
Ла-Монта́нь-Нуа́р (фр. La Montagne noire) — кантон во Франции, находится в регионе Юг-Пиренеи, департамент Тарн. Входит в состав округа Кастр.
Код INSEE кантона — 8118. В состав кантона входят 15 коммун. Центральный офис расположен в Лабрюгьере.
Кантон был создан 22 марта 2015 года. В состав новообразованного кантона вошли коммуны упразднённых кантонов Дурнь (12 коммун) и Лабрюгьер (3 коммуны).

## История
Новая норма административного деления, созданная декретом от 17 февраля 2014 года, вступила в силу на первых региональных (территориальных) выборах (новый тип выборов во Франции). Таким образом, единые территориальные выборы заменяют два вида голосования, существовавших до сих пор: региональные выборы и кантональные выборы (выборы генеральных советников). Первые выборы такого типа, на которых избирают одновременно и региональных советников (членов парламентов французских регионов), и генеральных советников (членов парламентов французских департаментов), состоялись в два тура 22 и 29 марта 2015 года. Эта дата официально считается датой создания новых кантонов и упразднения части старых. Начиная с этих выборов, советники избираются по смешанной системе (мажоритарной и пропорциональной). Избиратели каждого кантона выбирают Совет департамента (новое название генерального Совета): двух советников разного пола. Этот новый механизм голосования потребовал перераспределения коммун по кантонам, количество которых в департаменте уменьшилось вдвое с округлением итоговой величины вверх до нечётного числа в соответствии с условиями минимального порога, определённого статьёй 4 закона от 17 мая 2013 года.

## Население
Население кантона на 2015 год составляло … человек.

## Коммуны кантона
| Коммуна               | Население, чел. (2012) | Почтовый индекс | Код INSEE |
| --------------------- | ---------------------- | --------------- | --------- |
| Арфон                 | 179                    | 81110           | 81016     |
| Бельсер               | 166                    | 81540           | 81027     |
| Вердаль               | 954                    | 81110           | 81312     |
| Дурнь                 | 1303                   | 81110           | 81081     |
| Дюрфор                | 251                    | 81540           | 81083     |
| Каюзак                | 370                    | 81540           | 81049     |
| Лабрюгьер             | 6365                   | 81290           | 81120     |
| Лагардьоль            | 233                    | 81110           | 81129     |
| Ле-Каммаз             | 284                    | 81540           | 81055     |
| Масагель              | 424                    | 81110           | 81160     |
| Сент-Ави              | 267                    | 81110           | 81242     |
| Сент-Амансе           | 180                    | 81110           | 81237     |
| Сент-Африк-ле-Монтань | 789                    | 81290           | 81235     |
| Сорез                 | 2675                   | 81540           | 81288     |
| Эскусан               | 645                    | 81290           | 81084     |